# Christopher Herwig
Christopher Herwig er en canadisk fotograf, der primært er kendt for sine fotografier af arkitektur. Han har brugt 15 år på at rejse gennem landene i det tidligere USSR for at dokumentere hundredvis af skulpturelle busstoppesteder skabt af lokale kunstnere og bygherrer. 

## Bøger
- Sovjetiske busstoppesteder (2015) [2] [3]
- Sovjetiske busstoppesteder - bind 2 (2017) [4] "Pavilloner for folket" [5]

## Dokumentarfilm
Dokumentarfilmen om Herwigs fotografiske projekt med titlen Soviet Bus Stops havde officiel verdenspremiere på CPH:DOX i 2023. Og lokal canadisk premiere i Herwigs hjemstavn, Vancouver, på Vancouver International Film Festival i 2022. Soviet Bus Stops er instrueret af Kristoffer Hegnsvad . 